# Conferencia de Seguridad de Múnich

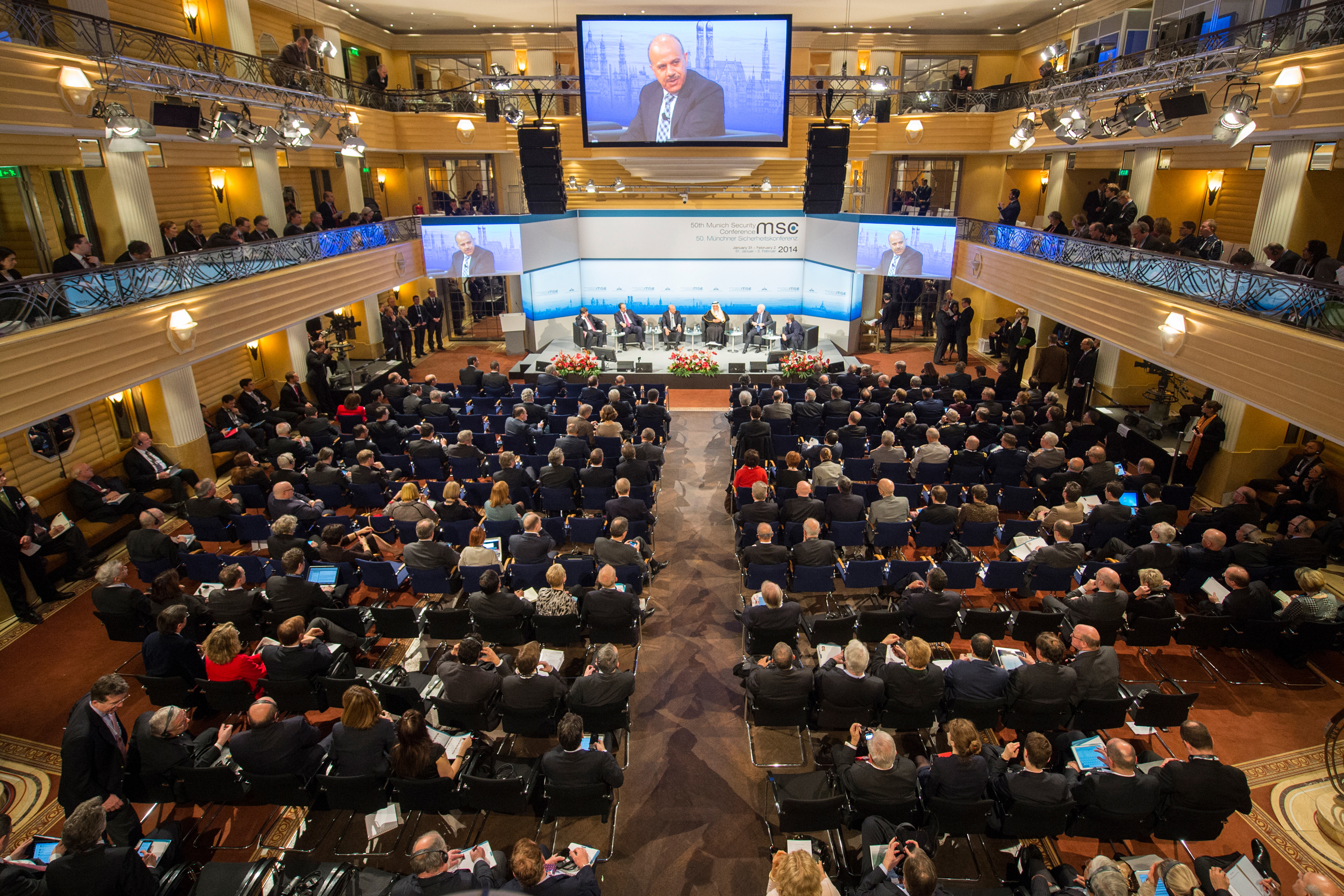
Panel de discusión en la edición de 2014 de la conferencia

La Conferencia de Seguridad de Múnich (MSC, en inglés: Munich Security Conference, en alemán: Münchner Sicherheitskonferenz) es una conferencia anual sobre política de seguridad internacional que ha tenido lugar en la ciudad alemana de Múnich desde 1963. Su objetivo es debatir los temas de actualidad de la política exterior, de seguridad y de defensa. Es la reunión de este tipo más grande del mundo, cuyo eslogan es "Peace through Dialog" (paz a través del diálogo).
Durante las últimas décadas, la Conferencia de Seguridad de Múnich se ha convertido en el foro independiente más importante para el intercambio de puntos de vista por parte de los encargados de la toma de decisiones de políticas de seguridad internacional. Cada año reúne a unas 350 figuras de alto nivel de más de 70 países para participar en un intenso debate sobre los desafíos de seguridad actuales y futuros. Políticos, representantes militares y empresariales, organizaciones no gubernamentales y expertos en temas relacionados con la seguridad mantienen debates al margen de las directrices diplomáticas y protocolarias.
La lista de asistentes incluye jefes de Estado, gobiernos y organizaciones internacionales, ministros, parlamentarios, representantes de alto rango de las fuerzas armadas y representantes de organismos científicos y de la sociedad civil, así como empresas y medios de comunicación.

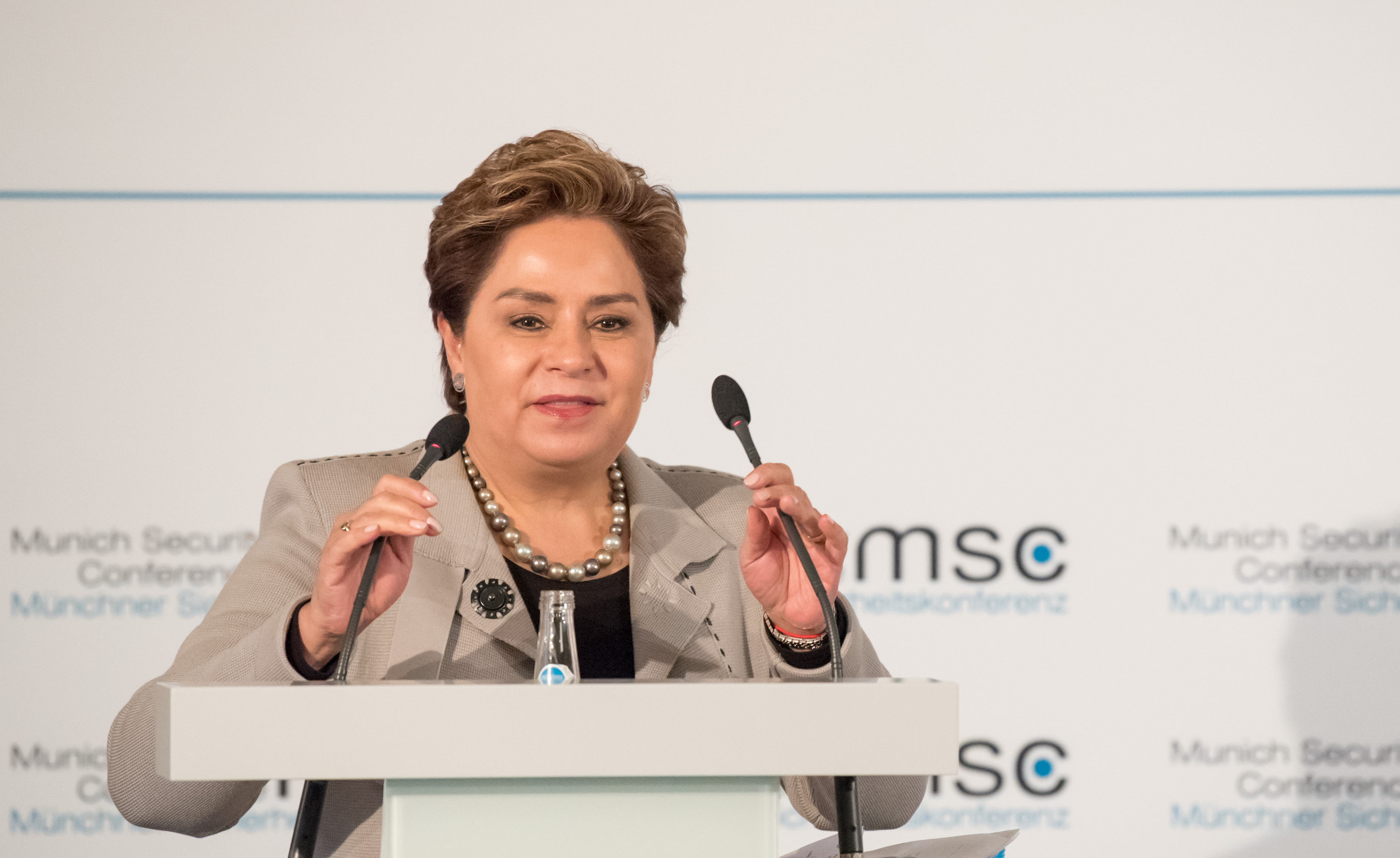
Patricia Espinosa Cantellano en la Conferencia de Seguridad de Múnich de 2018

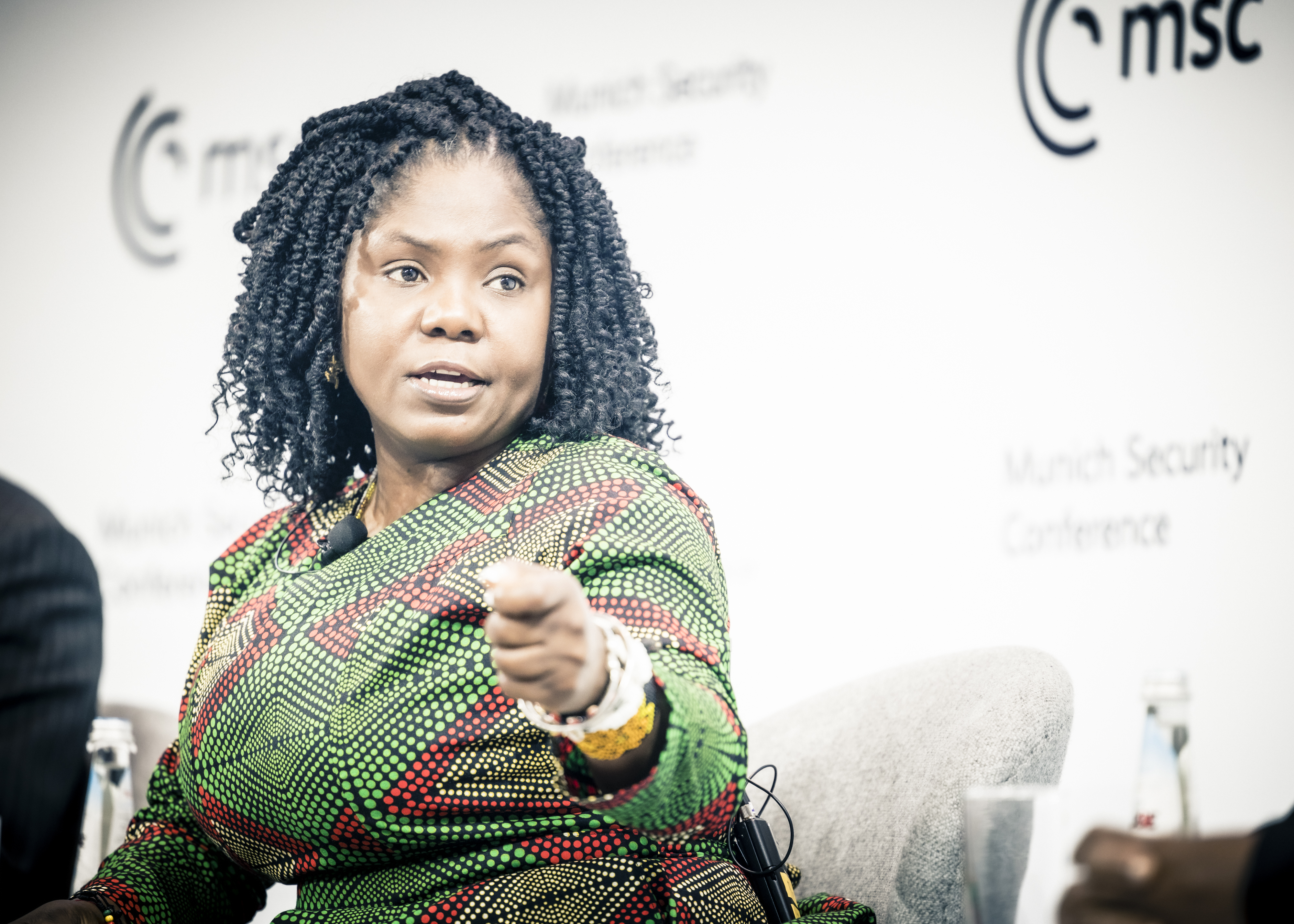
Francia Márquez (Vicepresidenta de la República de Colombia) interviene en la sesión principal "Defensa de la Carta de las Naciones Unidas y del orden internacional basado en normas", 59.ª MSC, 2023

La conferencia se celebra anualmente en febrero en el Hotel Bayerischer Hof en Múnich.

## Historia
La conferencia se desarrolló a partir de la Internationale Wehrkundebegegnung / Münchner Wehrkundetagung, que fue fundada en 1963 por Ewald-Heinrich von Kleist-Schmenzin, quien abogó por prevenir conflictos militares en el futuro reuniendo a líderes y expertos en política de seguridad por este motivo. La primera reunión se limitó a unos 60 participantes, entre ellos estaban Helmut Schmidt y Henry Kissinger. Von Kleist dirigió las reuniones hasta 1997, cuando le sucedió el funcionario político y gestor de negocios Horst Teltschik, que estuvo al frente desde 1999 hasta 2008. Bajo la dirección de Teltschik, la Conferencia de Seguridad se abrió a representantes políticos, militares y empresariales de Europa Central y Oriental, así como de India, Japón y la República Popular China a partir de 1999.
Desde 2009, la conferencia está encabezada por el ex diplomático Wolfgang Ischinger. Ischinger estableció la fundación sin fines de lucro Munich Security Conference gGmbH en 2011, que ha dirigido hasta la sucesíon de la presidencia por el embajador Christoph Heusgen en 2022, vicepresidentes es el embajador Rainer Rudolph.

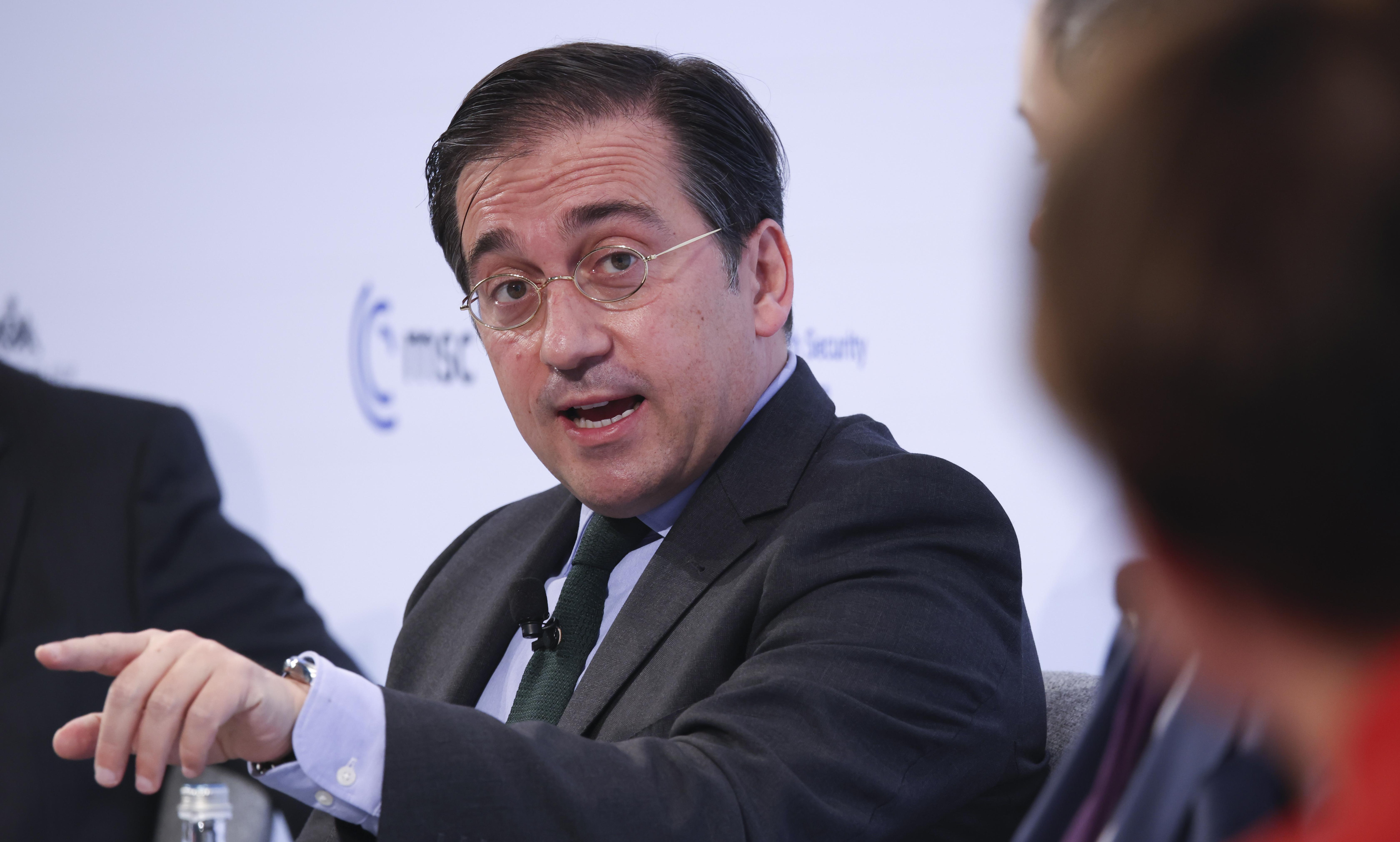
José Manuel Albares interviene en una mesa redonda en la 58.ª Conferencia de Seguridad de Múnich en 2022

La Conferencia de Seguridad de Múnich fue cancelada dos veces, en 1991 debido a la guerra del Golfo y en 1997 como resultado del retiro de Kleist-Schmenzin. En 1999, la Conferencia de Seguridad se amplió para líderes políticos, militares y empresariales de Europa Central y Oriental, así como de India, Japón y China.

#### 56.ª Conferencia de Seguridad de Múnich
La 56.ª Conferencia de Seguridad de Múnich se celebró del 14 al 16 de febrero de 2020. Entre los aproximadamente 450 participantes se encontraban presidentes de Estado, políticos de alto nivel, embajadores, militares de alto rango, expertos en seguridad, representantes de organizaciones internacionales, de la ciencia y del mundo empresarial de los Estados Unidos, Canadá, Reino Unido, la Unión Europea y otros países occidentales, pero también de otros países como Rusia, la República Popular China, Japón e India. La conferencia de 2020 tuvo como tema "Westlessness" – "un sentimiento generalizado de malestar e inquietud ante la creciente incertidumbre sobre el futuro y el destino de Occidente" –, sobre el que se presentó un amplio informe.

#### 57.ª Conferencia de Seguridad de Múnich
Debido a la pandemia de COVID 19, la 57.ª Conferencia de Seguridad de Múnich tuvo lugar a la hora habitual de inicio de la conferencia, el 19 de febrero de 2021, en forma de Edición Especial Múnich 2021, un evento televisivo en el que participaron, entre otros, Angela Merkel, António Guterres, Emmanuel Macron y Joe Biden.  Aquí, en su primer discurso ante una audiencia internacional, el presidente estadounidense anunció: "América ha vuelto", señalando que las relaciones transatlánticas vuelven a ser una prioridad de la política exterior de Estados Unidos.

#### 58.ª Conferencia de Seguridad de Múnich
La 58.ª Conferencia de Seguridad de Múnich se celebró en el Hotel Bayerischer Hof del 18 al 20 de febrero de 2022. Debido a la pandemia de COVID 19, la conferencia se celebró bajo estrictas medidas de higiene. Entre otras cosas, el número de participantes se redujo considerablemente.  Entre los presentes estaban Olaf Scholz, Wolodymyr Selenskyj, Kamala Harris, António Guterres y Ursula von der Leyen. A pocos días del inicio de la invasión rusa de Ucrania, el inminente conflicto dominó muchos de los debates de la conferencia.  Además, hubo un amplio abanico de actos en los que se destacaron diversos conflictos regionales y se abordaron, entre otros, ámbitos de la seguridad humana; se trataron temas como la salud mundial, la inseguridad alimentaria y la perspectiva de género en la política de seguridad. Al final del acto, Wolfgang Ischinger entregó la presidencia de la Conferencia de Seguridad de Múnich a su sucesor, el embajador Christoph Heusgen.

#### 59.ª Conferencia de Seguridad de Múnich
La 59.ª Conferencia de Seguridad de Múnich volvió a celebrarse con carácter ordinario del 17 al 19 de febrero de 2023. Entre los participantes se encontraban. Olaf Scholz, Kamala Harris, Wolodymyr Selenskyj (conectado), Rishi Sunak, Emmanuel Macron, Tedros Adhanom Ghebreyesus, Josep Borrell, James Cleverly, Jens Stoltenberg, Wang Yi, Ursula von der Leyen, Alejandro Mayorkas, Annalena Baerbock, Andrzej Duda, Antony Blinken, Boris Pistorius, Francia Márquez, Kaja Kallas y Nana Akufo-Addo. La atención se centró en la guerra de Ucrania. Por encima de todo estaba el lema "Re:Vision", título también del informe publicado por la Conferencia de Seguridad de Múnich antes de la conferencia. Por un lado, los debates se centraron en los crecientes esfuerzos de los Estados autocráticos por revisar el orden internacional. Por otro, la conferencia abogó por nuevas visiones comunes del orden internacional, así como por la cooperación a pesar de los retos geopolíticos. Incluir más al llamado Sur Global en la conferencia para debatir y posibilitar visiones globales fue una preocupación del nuevo presidente Christoph Heusgen, razón por la cual el primer panel de debate del sábado por la mañana se dedicó a este tema. Además de muchos temas transversales como el cambio climático, la inseguridad alimentaria o la seguridad energética, también figuraron en el orden del día de la conferencia temas regionales y específicos de cada país, como Irán, el Cuerno de África y Rusia.

#### 60.ª Conferencia de Seguridad de Múnich
La 60ª Conferencia de Seguridad de Múnich tuvo lugar del 16 al 18 de febrero de 2024 y celebró su 60 aniversariobajo el lema «Lose-Lose», que también fue el título del «Munich Security Report» (Informe de Seguridad de Múnich). El tema principal se refería a la necesidad de remodelar el orden mundial en beneficio de todos, como alternativa integradora a la dinámica de «perder-perder» que supone la expansión del aislacionismo. Siguiente los resultados del debate de Múnich, se necesita más voluntad política para poner en práctica las propuestas de reforma. Se reunieron casi 1.000 participantes de 109 países, entre ellos 45 jefes de Estado y de Gobierno. En las 60 sesiones del programa principal, más de la mitad de los oradores fueron mujeres y más de una cuarta parte procedían de países del Sur Global. Además, hubo más de 200 actos paralelos organizados por organizaciones públicas y privadas.

#### 61.ª Conferencia de Seguridad de Múnich
La 61.ª Conferencia de Seguridad de Múnich se celebró del 14 al 16 de febrero de 2025, tras la cual Jens Stoltenberg asumió el cargo de nuevo presidente en ausencia. El lema de este año, «multipolarización», describe el estado de reorganización mundial entre oportunidades prometedoras y comunalidad en peligro – especialmente en la gestión de crisis y amenazas. Según el asociado informe «Munich Security Report», la «despolarización» y las reformas sustanciales del orden internacional son más necesarias que nunca. Además de intensos debates, el controvertido discurso de J.D. Vance en particular provocó muchas reacciones.

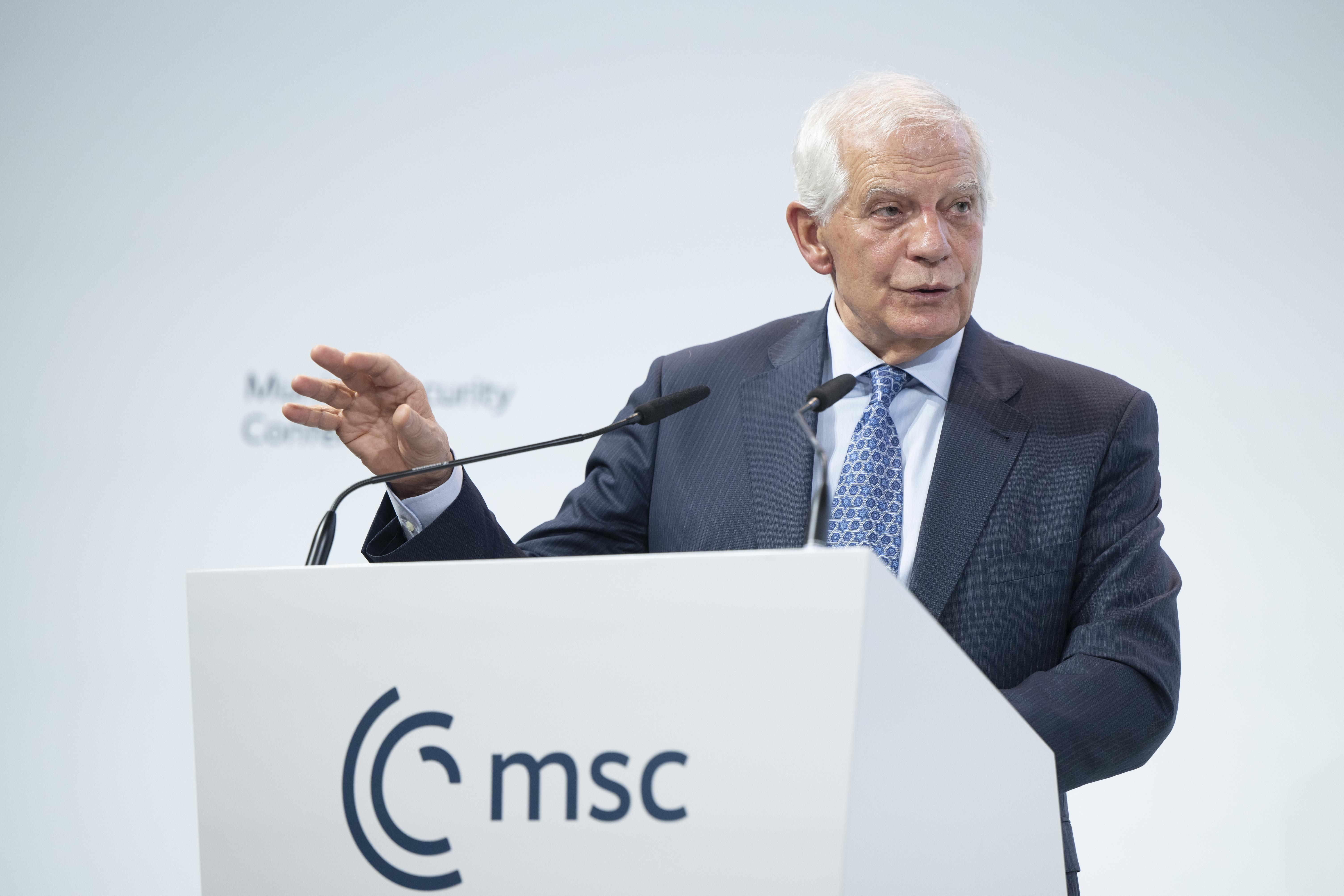
Josep Borrell Fontelles (Vicepresidente y Alto Representante de la Unión para Asuntos Exteriores y Política de Seguridad de la Comisión Europea) en el Escenario principal I: "¿Volver al futuro? Visiones para la arquitectura de seguridad europea", 59ª MSC 2023

## Propósito
En esta conferencia, bajo el tema de la paz a través del diálogo, se invita a altos políticos, diplomáticos, militares y expertos en seguridad de los Estados Unidos, Canadá, Reino Unido, la Unión Europea y otros países occidentales, pero también de otros países como China, India, Irán, Japón y Rusia para discutir los problemas actuales en las políticas de seguridad y defensa.
La intención de la conferencia es abordar los principales temas de seguridad y debatir y analizar los principales desafíos de seguridad en el presente y el futuro en línea con el concepto de seguridad en red. Un punto focal de la conferencia es la discusión y el intercambio de puntos de vista sobre el desarrollo de las relaciones transatlánticas, así como la seguridad europea y global.
La conferencia se organiza de forma privada y, por lo tanto, no es un evento oficial del gobierno. Se usa exclusivamente para discusión, por lo que no existe una autorización para decisiones intergubernamentales vinculantes. Además, al contrario de las convenciones usuales, no hay un comunicado final común. La reunión de alto nivel también se utiliza para discrepar debates de fondo entre los participantes. Una excepción es la presentación de decisiones políticas globales, como el intercambio de instrumentos de ratificación para el nuevo acuerdo de desarme START entre los Estados Unidos y Rusia, que se celebró al concluir la conferencia de seguridad en 2011.
También se organizan otras reuniones al margen de las conferencias. Muchos de estos más de 100 actos paralelos se celebran junto con ONG, como Transparencia Internacional, Greenpeace o Amnistía Internacional.
Además de la Conferencia de Seguridad, se celebran otros actos a lo largo del año sobre diversos temas, como la energía o la ciberseguridad.

## Eventos adicionales
En paralelo a la conferencia, se llevan a cabo eventos adicionales.
Además de la conferencia principal, se lanzó una nueva serie de eventos, las Reuniones de líderes de Múnich (anteriormente las Reuniones del Grupo Central de MSC, en inglés: Core Group Meetings), en noviembre de 2009 en Washington. Las reuniones brindan a un grupo selecto de participantes la oportunidad de debatir cuestiones clave de la política de seguridad internacional a fin de continuar el trabajo de la Conferencia de Seguridad y proporcionar impulsos. La ubicación de las reuniones del grupo principal siempre varía.
En 2012, se celebró la primera Cumbre de Seguridad Cibernética en cooperación con Deutsche Telekom en Bonn. La Cumbre de Seguridad Energética se lleva a cabo desde 2013 en asociación con el periódico Frankfurter Allgemeine Zeitung.
Los Retiros Estratégicos de Múnich (inglés: Munich Strategy Retreats) reúnen a un selecto grupo de 30 a 50 expertos, líderes y pensadores en un entorno privado y no público para elaborar recomendaciones sobre los últimos retos en materia de seguridad.
Las Mesas Redondas (inglés: Roundtables) se celebran periódicamente tanto en el marco de reuniones y eventos internacionales como en forma de actos independientes con un número variable de participantes. Pueden organizarse varias mesas redondas en forma de "cumbre" (inglés: summit) y también pueden celebrarse "conversaciones" individuales de forma virtual. Los enfoques temáticos van desde la política de defensa europea hasta la ciberseguridad y las cuestiones de seguridad humana.
Y en 2021 se puso en marcha la Junta de Innovación del MSC, que reúne a un grupo de expertos de los sectores de la tecnología y la política de defensa para promover el intercambio sobre la innovación en el ámbito de la política de seguridad.

## Premios & Redes

#### Premio Ewald von Kleist
Desde 2009, el Premio Ewald von Kleist se concede a personas que han hecho una contribución especial "a la paz y la resolución de conflictos". Los premiados reciben una medalla con la inscripción "La paz a través del diálogo". De 2005 a 2008, el premio se concedió con este nombre. Entre los ganadores recientes se encuentran John McCain (2018), Alexis Tsipras y Zoran Zaev (2019), las Naciones Unidas (2020), Angela Merkel (2021) y Jens Stoltenberg (2022), ), Finlandia y Suecia (2023) así como Mia Amor Mottley y John F. Kerry (2024).

#### Premio a la disertación John McCain
A partir de 2019, las conferencias premiarán hasta dos disertaciones de ciencias políticas centradas en las relaciones transatlánticas. El premio se concede en memoria de John McCain junto con los socios, la Escuela de Política Pública de Múnich, el Geschwister-Scholl-Institut, la Universidad del Bundeswehr y el Instituto McCain. El premio incluye la participación en los eventos del MSC y premios en metálico de hasta 10.000 euros.

#### Jóvenes líderes de Múnich
En colaboración con la Fundación Körber, el Programa de Jóvenes Líderes de Múnich se lleva a cabo desde 2009. Cada año se seleccionan como Jóvenes Líderes de Múnich 25 jóvenes representantes de instituciones gubernamentales, parlamentos, grupos de reflexión, medios de comunicación y empresas de Alemania, países miembros y asociados de la OTAN, así como de países de Asia y Oriente Medio. Además de un programa individual, participan en las sesiones de la Conferencia de Seguridad de Múnich. Con ello se pretende involucrar a la próxima generación de responsables de la toma de decisiones en el entorno de la conferencia. Los órdenes del día y las listas de participantes y ponentes de los actos se publican en línea.

#### Programa de Mujeres Parlamentarias
Empezando con la Conferencia de Seguridad de Múnich 2023, el programa pone en red a una nueva generación de mujeres responsables de la toma de decisiones del Bundestag alemán y del Parlamento Europeo. Un selecto grupo de parlamentarias de distintos partidos dedicará un año a desarrollar nuevas ideas para la política exterior, de seguridad y de desarrollo alemana en diversos formatos.